# Camponotus pseudolendus
Camponotus pseudolendus é uma espécie de inseto do gênero Camponotus, pertencente à família Formicidae.